# Missão das Nações Unidas na Costa do Marfim
A Missão das Nações Unidas na Costa do Marfim (em inglês:  United Nations Mission in Côte d'Ivoire, em francês:  Mission des Nations unies en Côte d'Ivoire, MINUCI) foi uma missão de manutenção da paz cujo objetivo era facilitar a implementação do Acordo de Linas-Marcoussis, bem como estabelecer um componente militar para complementar "as operações das forças francesas e da CEDEAO" na Costa do Marfim. A missão foi estabelecida pela Resolução 1479 do Conselho de Segurança das Nações Unidas em 13 de maio de 2003.  A missão foi sucedida pela Operação das Nações Unidas na Costa do Marfim (UNOCI) em 4 de abril de 2004. 

## Histórico
A Primeira Guerra Civil da Costa do Marfim começou em setembro de 2002. Em resposta aos acordos de defesa com a Costa do Marfim, que remontam à independência, a França implantou uma força militar sob a Operação Licorne. A Comunidade Econômica dos Estados da África Ocidental (CEDEAO) também implantou uma força militar, a Missão da Comunidade Econômica dos Estados da África Ocidental na Costa do Marfim (ECOMICI). Essas duas forças militares deveriam servir como forças de paz e foram mais tarde encarregadas de manter as facções da guerra civil separadas enquanto o Acordo Linas-Marcoussis de janeiro de 2003 fosse implementado.  Em maio de 2003, o Conselho de Segurança das Nações Unidas determinou que o conflito na Costa do Marfim continuava a ser uma ameaça à paz e segurança internacional e aprovou a Resolução 1479 do Conselho de Segurança das Nações Unidas que institui a Missão das Nações Unidas na Costa do Marfim.  Esta missão foi complementar a missão das forças francesas e da CEDEAO existentes.